# La Dernière Route
Pour plus de détails, voir Fiche technique et Distribution.
La Dernière Route (The Great Smokey Roadblock, The Last of the Cowboys ou The Goodbye Run) est un film américain réalisé par John Leone, sorti en 1977.

## Synopsis
John Howard (Henry Fonda) est un chauffeur de camion qui est atteint d'une maladie incurable. Lors de son hospitalisation, la société de crédit qui a financé l'acquisition du véhicule récupère le véhicule alors qu'il ne reste à payer qu'une seule et dernière traite. Écœuré par cette situation, il s'enfuit de l'hôpital durant une nuit et réussit à reprendre possession de son camion et part à travers les États-Unis afin de vivre le dernier voyage de sa vie.

## Fiche technique
- Titre original : The Great Smokey Roadblock
- Titre français : La Dernière Route
- Réalisation : John Leone
- Musique : Craig Safan
- Photographie : Edward R. Brown
- Montage : Corky Ehlers (en)
- Production : Allan F. Bodoh
- Société de production : Mar Vista Productions
- Société de distribution : Dimension Pictures (en)
- Pays :  États-Unis
- Langue : Anglais
- Format : Couleur - Mono - 35 mm - 1.85:1
- Genre : Comédie dramatique
- Durée : 104 min
- Dates de sortie :
  -  États-Unis : 21 juin 1978
  -  France : 7 septembre 1977 (Festival de Cannes 1977)

## Distribution
- Henry Fonda : John Howard
- Eileen Brennan : Penelope Pearson
- Robert Englund : Beebo Crozier
- Austin Pendleton : Guido
- Susan Sarandon : Ginny
- Melanie Mayron : Lulu Weintraub
- Leigh French (en) : Glinda Hilton
- Mews Small : Alice C. Smith
- Daina House (en) : Celeste Lie
- Dub Taylor : Harley Davidson
- Gary Sandy (en) : Charlie La Pere
- John Byner : Bobby Apples
- Valerie Curtin : Mary Agnes
- Johnnie Collins III : Jimmy
- Bibi Osterwald : Annie McCarigle
- Dave Morick : Sheila
- David Bond : l'employé de station-service

## Lieux de tournage
Le film a principalement tourné été en Californie, à Oroville.[réf. nécessaire]